# Springville, Utah
Springville är en ort i Utah County i den amerikanska delstaten Utah. Orten marknadsför sig som Art City Utah.

## Kända personer från Springville
- Cyrus Edwin Dallin, Skulptör
- George Dewey Clyde, politiker